# My Brain Is Hanging Upside Down (Bonzo Goes to Bitburg)
Bonzo Goes to Bitburg – singel zespołu Ramones, wydany w dwóch wersjach w 1985 w Wielkiej Brytanii nakładem wytwórni Beggars Banquet Records. Utwór tytułowy pojawił się w USA rok później, na płycie Animal Boy pod rozszerzonym tytułem „My Brain Is Hanging Upside Down (Bonzo Goes to Bitburg)”. Został on nagrany w reakcji na wizytę Ronalda Reagana 5 maja 1985 na cmentarzu poległych żołnierzy SS w Bitburgu w Niemczech Zachodnich.

## Lista utworów
Wersja (7"):
1. „Bonzo Goes to Bitburg” (Joey Ramone/Dee Dee Ramone/Jean Beauvoir) – 3:55
2. „Daytime Dilemma (Dangers of Love)” (Joey Ramone/Daniel Rey) – 4:31

Wersja (12"):
1. „Bonzo Goes to Bitburg” (Joey Ramone/Dee Dee Ramone/Jean Beauvoir) – 3:55
2. „Go Home Ann” (Ramones) – 2:54
3. „Daytime Dilemma (Dangers of Love)” (Joey Ramone/Daniel Rey) – 4:31

## Skład
- Joey Ramone – wokal
- Johnny Ramone – gitara, wokal
- Dee Dee Ramone – gitara basowa, wokal
- Richie Ramone – perkusja